# Ptochophyle rubida
Ptochophyle rubida är en fjärilsart som beskrevs av Swinhoe 1904. Ptochophyle rubida ingår i släktet Ptochophyle och familjen mätare. Inga underarter finns listade.